# The Wedding Party (film 2016)
The Wedding Party è un film del 2016 diretto da Kemi Adetiba.
Commedia romantica nigeriana presentata in anteprima l'8 settembre 2016 al Toronto International Film Festival in Canada e il 26 novembre 2016 all'Eko Hotel and Suites di Lagos. Il film è uscito in tutto il mondo il 16 dicembre 2016 ed è diventato il film nigeriano con il maggior incasso, un record che è stato battuto nel 2017 dal suo sequel, The Wedding Party 2.

## Trama
Il giorno e la sera del matrimonio tra Dunni Coker, una gallerista di 24 anni, unica figlia dell'ingegner Bamidele e della sig. Tinuade Coker, e l'imprenditore Dozie Onwuka, che proviene da una famiglia molto ricca. Sua madre, Lady Obianuju Onwuka, non approva il matrimonio del figlio.

## Produzione
Il film è stato prodotto da ELFIKE Film Collective e diretto da Kemi Adetiba. L'ELFIKE Film Collective è una partnership di quattro importanti case di produzione in Nigeria: EbonyLife Films, FilmOne Distribution, Inkblot Productions e Koga Studios.

## Distribuzione
Il film è stato presentato in anteprima l'8 settembre 2016 al Toronto International Film Festival (TIFF).
Nell'agosto 2017 il film è stato reso disponibile su Netflix in vari Paesi.

## Accoglienza

### Critica
The Wedding Party ha ricevuto recensioni favorevoli da parte della critica. Secondo Chidumga Izuzu di Pulse Nigeria, "è un film commedia che vuole intrattenere".
Nollywood Reinvented ha dato un voto al film pari al 54%.